# Agathis sibiricana
Agathis sibiricana är en stekelart som beskrevs av Roy D. Shenefelt 1970. Agathis sibiricana ingår i släktet Agathis och familjen bracksteklar. Inga underarter finns listade i Catalogue of Life.